# Habranthus microcarpus
Habranthus microcarpus är en amaryllisväxtart som först beskrevs av Henry Hurd Rusby, och fick sitt nu gällande namn av Pierfelice Ravenna. Habranthus microcarpus ingår i släktet Habranthus och familjen amaryllisväxter.
Artens utbredningsområde är Bolivia. Inga underarter finns listade i Catalogue of Life.